# Parthenos sylvia
Parthenos sylvia is een vlinder uit de onderfamilie Limenitidinae van de familie Nymphalidae, de vossen, parelmoervlinders en weerschijnvlinders. 

## Kenmerken
De vleugels zijn meestal zwart met geel, meer er zijn verschillende ondersoorten met afwijkende kleuren. Een voorbeeld hiervan is de Parthenos sylvia lilacinus Butler welke zwart met blauw is. Daarnaast zijn er ook nog ondersoorten met de kleuren groen, bruin en oranje.
De spanwijdte varieert tussen de 70 en 80 millimeter. 

## Verspreiding en leefgebied
De vlinder komt voor in de bossen van het Oriëntaals gebied in India, Myanmar, Sri Lanka de Indische Archipel, Nieuw-Guinea en de Filipijnen.

## Waardplanten
Voedselplanten van de rups zijn Adenia palmata en Tinospora cordifolia. De vlinder heeft als nectarbron voornamelijk planten uit het geslacht Lantana.